# 森達德 (亞利桑那州)
森達德（英語：Sundad）是位於美國亞利桑那州馬里科帕縣的一個非建制地區。該地的面積和人口皆未知。

## 地理
森達德的座標為33°10′53″N 113°14′10″W / 33.18139°N 113.23611°W，而該地的平均海拔高度為294米（即965英尺）。